# جورج هارولد
جورج هارولد (بالإنجليزية: George Harold)‏ هو لاعب كرة قدم أمريكية أمريكي، ولد في 13 أبريل 1942 في أوغستا في الولايات المتحدة.

## وصلات خارجية
- جورج هارولد على موقع مرجع كرة القدم المحترفة.كوم (الإنجليزية)